# Julius Jenkins
Julius Jenkins, né le 10 février 1981, à Fort Lauderdale, en Floride, est un joueur américain de basket-ball. Il évolue aux postes de meneur et d'arrière.

## Palmarès
- Champion d'Allemagne 2008
- Vainqueur de la coupe d'Allemagne 2009
- MVP du All-Star Game allemand 2008
- MVP de la Basketball-Bundesliga 2008, 2010
- MVP des Finales de la Basketball-Bundesliga 2008